# رومن سالنیکوف
رومن سالنیکوف (اوکراینی: Роман Сальников؛ زادهٔ ۱۸ فوریهٔ ۱۹۷۶) بازیکن هاکی روی یخ اهل اوکراین است. وی همچنین از بازیکنان هاکی روی یخ در المپیک زمستانی ۲۰۰۲ بوده است. 